# Danmarks ambassade i Sarajevo
Danmarks ambassade i Bosnien og Hercegovina ligger i Sarajevo og repræsenterer Danmarks interesser i landet. Ambassaden genåbnede den 1. november 2024 efter næsten 15 års fravær.
Ambassaden arbejder tæt sammen med bosniske myndigheder, internationale organisationer og danske partnere for at fremme demokrati, menneskerettigheder, og bæredygtig udvikling i Bosnien og Hercegovina. Derudover fokuserer ambassaden på samarbejde inden for områder som erhverv, innovation, klima og energi.
Som en del af sit arbejde understøtter ambassaden danske virksomheder, der ønsker at etablere sig i Bosnien og Hercegovina eller styrke deres position på det lokale marked. Ambassaden tilbyder rådgivning og netværksopbygning for at fremme dansk eksport og investeringer i landet.
Ambassaden er også ansvarlig for at bistå danske borgere i Bosnien og Hercegovina med konsulære tjenester som pas- og visumansøgninger, rådgivning i nødsituationer og andre henvendelser. Derudover bidrager ambassaden til at styrke de kulturelle bånd mellem Danmark og Bosnien og Hercegovina gennem støtte til kulturelle og kunstneriske projekter, der fremmer gensidig forståelse og udveksling.
Ambassaden ledes af ambassadøren Åge Sandal Møller og består af en række specialiserede afdelinger, herunder politisk afdeling, handelsafdeling og konsulær afdeling. Den spiller også en central rolle i Danmarks deltagelse i EU's og NATO's engagement i regionen.